# 早坂圭介
早坂 圭介（はやさか けいすけ、1984年6月19日 - ）は、神奈川県横須賀市出身の元プロ野球選手（内野手、外野手）、野球指導者。

## 経歴

### プロ入り前
横須賀市立不入斗中学校時代には、軟式野球の横須賀スターズクラブでプレー。横浜商工高校（現在の横浜創学館高校）の在校時には、春夏ともに阪神甲子園球場の全国大会への出場を果たせなかった。3年生だった2002年の夏には、神奈川大会の準々決勝で桐蔭学園に敗れている。
2002年のドラフト会議で、千葉ロッテマリーンズからの8巡目指名を受けたことを機に入団。横浜商工高校出身者から初めてのプロ野球選手になった。背番号は68。

### ロッテ時代

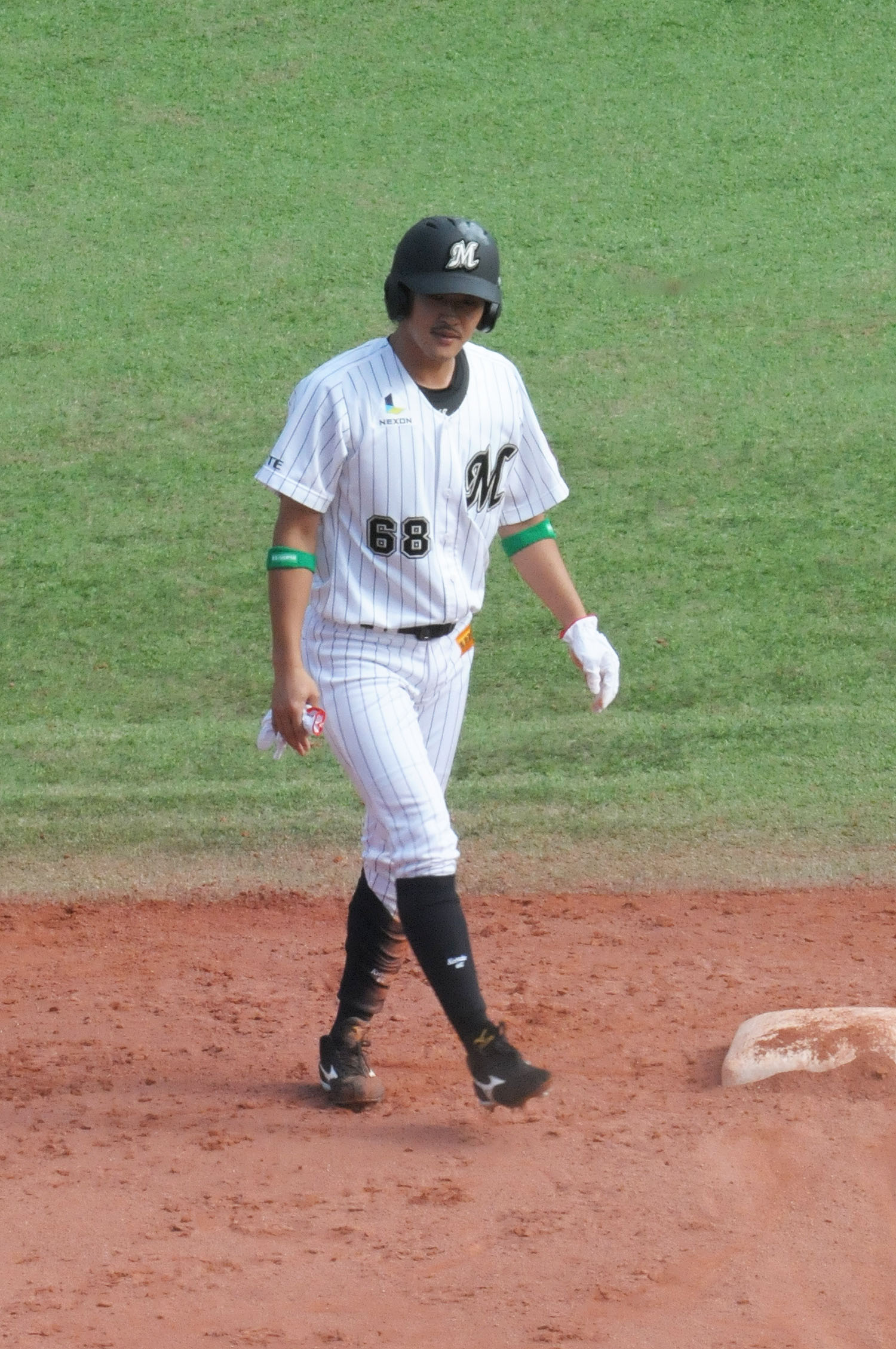
千葉ロッテ時代の2012年7月8日 QVCマリンフィールドにて

2003年には一軍公式戦14試合で2盗塁を記録。イースタン・リーグ公式戦では、22盗塁で盗塁王を獲得した。2004年には、同リーグ2位の30盗塁を記録したものの、一軍公式戦への出場機会はなかった。
2005年には、イースタン・リーグ公式戦で34盗塁を記録。チームメイトの代田建紀と争い、自身2年ぶりの盗塁王になった。レギュラーシーズンでは一軍に昇格できなかったが、ポストシーズンでは、福岡ソフトバンクホークス戦とのプレーオフ第5戦でシーズン初の一軍戦出場。負傷した堀幸一の代打で杉内俊哉から内野安打を放つと、その後に就いた二塁守備で川﨑宗則の打球を好捕するなど、チームの勝利と31年ぶりのパシフィック・リーグ優勝に貢献した。さらに、チームの日本シリーズ制覇でシーズンを終えた後には、アジアシリーズへ出場。対チャイナスターズ戦では、安打と盗塁を記録している。
2006年には、イースタン・リーグ公式戦で打率.314、リーグ3位の24盗塁を記録。一軍公式戦にも3年ぶりに出場した。しかし、通算6試合で1盗塁を成功させたものの、通算9打席で無安打（1死球）に終わった。
2007年には、6月19日の対読売ジャイアンツ戦（東京ドーム）では、豊田清を相手に試みた犠打が三塁への内野安打になり、一軍での初安打を記録している。イースタン・リーグで打率.332を記録し、22盗塁で自身3度目の盗塁王を獲得したが、一軍ではホセ・オーティズが二塁手として定着していたため、公式戦への出場機会が2年続けて6試合にとどまった。
2008年には、一軍公式戦17試合に出場したが、打率が.083にとどまるなど精彩を欠いた。その一方で、イースタン・リーグ公式戦では、70試合の出場でリーグ3位の23盗塁を記録している。
2009年には、内野手登録のまま、春季キャンプから外野の守備を練習。オープン戦でも好調を維持し、自身初の開幕一軍入りを果たした。公式戦の開幕当初は、主に代走と外野の守備要員として起用。しかし、6月から西岡剛に代わって「1番・遊撃手」としてスタメンに抜擢されると、8月以降は早川大輔に代わって中堅手のレギュラーに定着した。8月2日の対東北楽天ゴールデンイーグルス戦では、3安打を放ち、3本目の安打が一軍初のサヨナラ安打になった。8月28日の対楽天戦（千葉マリンスタジアム）では、7回裏に藤原紘通から、右打席で一軍初本塁打を放っている。一軍公式戦全体では、外野手として45試合、遊撃手として27試合、二塁手として11試合に出場。通算83試合の出場で、チーム2位の12盗塁を記録した。
2010年には、新人の荻野貴司がオープン戦から台頭。2年連続の開幕一軍入りを果たしたが、開幕戦のスタメンから外れた。荻野が戦線を離脱した5月下旬から2番でスタメンに起用されたが、同月30日の対横浜ベイスターズ戦で盗塁を試みた際に、相手野手との接触によって左膝前十字靱帯および内側側副靱帯を損傷。残りのシーズンを棒に振った。
2011年には、前年の大怪我から一軍復帰を果たすと、復帰2戦目（7月20日のオリックス・バファローズ戦）で決勝の適時打を放った。一軍公式戦全体では3盗塁を記録したが、出場試合数は22試合で、西岡のミネソタ・ツインズ移籍によって空いた遊撃のレギュラーに定着するまでには至らなかった。
2012年には、シーズンを通じて一軍に帯同し、主に二塁の守備要員や代走要員として起用され、一軍公式戦68試合に出場。しかし、シーズンを通して安打1本も打てなかった。イースタン・リーグ公式戦でも、2試合の出場で9打席に立ちながら無安打に終わった。
2013年には一軍公式戦21試合で2盗塁、2014年には13試合で1盗塁にとどまった。その一方で、両年ともシーズン初打席で本塁打を1本ずつ記録した。
2015年には、10年ぶりに一軍公式戦への出場機会がなく、10月3日に球団から戦力外通告を受け、現役を引退した。

### 現役引退後
現役引退後は、2017年3月から横浜市中区の関内で「BASEBALL 早坂」という自身の名を冠したバーを経営していた。2018年11月に閉店後は人材派遣会社に入社し営業として勤務している。
2022年6月23日、日本海オセアンリーグの福井ネクサスエレファンツでコーチに同月29日付で就任することが発表された。就任後の6月29日、休養を申し出た監督代行の吉田篤史に代わって監督代行に就任することが発表された。
福井ネクサスエレファンツはシーズン終了後に運営休止が発表され、12月7日にリーグに新たに設立される千葉球団（仮称）の球団代表兼監督に就任することが発表された。球団名は2023年1月14日に「千葉スカイセイラーズ」となることが発表された。
千葉スカイセイラーズは、2023年にベイサイドリーグと名称を改めたリーグ戦に参加し、初優勝を達成したが、翌年シーズンのリーグ運営をめぐる不信から千葉球団は同年シーズンでリーグを脱退した。
2024年1月11日、当シーズンの留任が発表されるとともに、背番号を68から70に変更した。9月13日、同年シーズンをもって監督を退任することが発表された。

## 選手としての特徴・人物
50メートル5秒9の快速、左右の動きに優れた守備力には定評がある。
愛称は「小猿」。
2008年12月11日の深夜に、西岡剛と西麻布で食事を済ませたところ、タクシーの無賃乗車に遭遇。被害に遭った運転手からの指示で、西岡と共に全力疾走で犯人を100メートルほど追跡した末に、犯人を取り押さえた。後に運転手が犯人との示談に持ち込んだため、警察署からは感謝状を贈呈されなかったが、「一般市民による防犯の原点を示す勇敢な行動」として報じられた。
応援歌の原曲は2009年までは「恋はみずいろ」、2010年からは「Go!Ska!Go!」である。
現役引退を決意した際に先輩の福浦和也から『（自分が）華やかな時、いい時に周りに誰がいた？圭介がどん底になった時、周りに誰がいる？どん底の時に周りにいる人は大切な人だと思う。最後は義理人情だぞ』と言われ、この言葉を大事にしているという。また、サブローからは『一言！社会から逃げるなよ』と言われ、早坂は「その言葉だけでも僕には重く感じた」と語っている。
現役引退後に経営していたバーの開店当日にはロッテ在籍時のコーチ・福澤洋一や元同僚の今江年晶や福浦和也、唐川侑己、荻野貴司から開店祝いの花が届いた。

## 詳細情報

### 年度別打撃成績
| 年 度      | 球 団      | 試 合 | 打 席 | 打 数 | 得 点 | 安 打 | 二 塁 打 | 三 塁 打 | 本 塁 打 | 塁 打 | 打 点 | 盗 塁 | 盗 塁 死 | 犠 打 | 犠 飛 | 四 球 | 敬 遠 | 死 球 | 三 振 | 併 殺 打 | 打 率 | 出 塁 率 | 長 打 率 | O P S |
| ---------- | ---------- | ----- | ----- | ----- | ----- | ----- | -------- | -------- | -------- | ----- | ----- | ----- | -------- | ----- | ----- | ----- | ----- | ----- | ----- | -------- | ----- | -------- | -------- | ----- |
| 2003       | ロッテ     | 14    | 4     | 4     | 5     | 0     | 0        | 0        | 0        | 0     | 0     | 2     | 1        | 0     | 0     | 0     | 0     | 0     | 3     | 0        | .000  | .000     | .000     | .000  |
| 2006       | ロッテ     | 6     | 9     | 8     | 0     | 0     | 0        | 0        | 0        | 0     | 0     | 1     | 0        | 0     | 0     | 0     | 0     | 1     | 3     | 0        | .000  | .111     | .000     | .111  |
| 2007       | ロッテ     | 6     | 7     | 7     | 0     | 1     | 0        | 0        | 0        | 1     | 0     | 0     | 0        | 0     | 0     | 0     | 0     | 0     | 0     | 0        | .143  | .143     | .143     | .286  |
| 2008       | ロッテ     | 17    | 25    | 24    | 2     | 2     | 0        | 0        | 0        | 2     | 0     | 0     | 0        | 1     | 0     | 0     | 0     | 0     | 9     | 0        | .083  | .083     | .083     | .167  |
| 2009       | ロッテ     | 103   | 249   | 219   | 38    | 49    | 10       | 4        | 1        | 70    | 17    | 12    | 7        | 12    | 1     | 16    | 0     | 1     | 44    | 2        | .224  | .278     | .320     | .598  |
| 2010       | ロッテ     | 16    | 29    | 24    | 5     | 6     | 0        | 0        | 0        | 6     | 3     | 3     | 1        | 3     | 0     | 1     | 0     | 1     | 3     | 1        | .250  | .308     | .250     | .558  |
| 2011       | ロッテ     | 22    | 65    | 58    | 7     | 13    | 0        | 1        | 0        | 15    | 3     | 3     | 0        | 4     | 0     | 3     | 0     | 0     | 15    | 2        | .224  | .262     | .259     | .521  |
| 2012       | ロッテ     | 68    | 13    | 11    | 12    | 0     | 0        | 0        | 0        | 0     | 0     | 2     | 1        | 1     | 0     | 1     | 1     | 0     | 5     | 0        | .000  | .083     | .000     | .083  |
| 2013       | ロッテ     | 21    | 25    | 22    | 4     | 3     | 1        | 0        | 1        | 7     | 1     | 2     | 2        | 2     | 0     | 1     | 0     | 0     | 4     | 0        | .136  | .174     | .318     | .492  |
| 2014       | ロッテ     | 13    | 6     | 6     | 4     | 1     | 0        | 0        | 1        | 4     | 2     | 1     | 0        | 0     | 0     | 0     | 0     | 0     | 0     | 0        | .167  | .167     | .667     | .833  |
| 通算：10年 | 通算：10年 | 286   | 432   | 383   | 77    | 75    | 11       | 5        | 3        | 105   | 26    | 26    | 12       | 23    | 1     | 22    | 1     | 3     | 86    | 5        | .196  | .244     | .274     | .519  |

### 年度別守備成績
| 年 度 | 球 団  | 二塁  | 二塁  | 二塁  | 二塁  | 二塁  | 二塁     | 遊撃  | 遊撃  | 遊撃  | 遊撃  | 遊撃  | 遊撃     | 外野  | 外野  | 外野  | 外野  | 外野  | 外野     |
| 年 度 | 球 団  | 試 合 | 刺 殺 | 補 殺 | 失 策 | 併 殺 | 守 備 率 | 試 合 | 刺 殺 | 補 殺 | 失 策 | 併 殺 | 守 備 率 | 試 合 | 刺 殺 | 補 殺 | 失 策 | 併 殺 | 守 備 率 |
| ----- | ------ | ----- | ----- | ----- | ----- | ----- | -------- | ----- | ----- | ----- | ----- | ----- | -------- | ----- | ----- | ----- | ----- | ----- | -------- |
| 2003  | ロッテ | -     | -     | -     | -     | -     | -        | -     | -     | -     | -     | -     | -        | 5     | 0     | 0     | 0     | 0     | .---     |
| 2006  | ロッテ | 4     | 4     | 9     | 0     | 1     | 1.000    | 1     | 2     | 2     | 0     | 1     | 1.000    | -     | -     | -     | -     | -     | -        |
| 2007  | ロッテ | 3     | 5     | 14    | 1     | 2     | .950     | 2     | 0     | 0     | 0     | 0     | 1.000    | -     | -     | -     | -     | -     | -        |
| 2008  | ロッテ | 7     | 6     | 9     | 0     | 1     | 1.000    | 9     | 13    | 14    | 0     | 3     | 1.000    | -     | -     | -     | -     | -     | -        |
| 2009  | ロッテ | 11    | 13    | 20    | 0     | 2     | 1.000    | 27    | 22    | 51    | 2     | 12    | .973     | 46    | 76    | 0     | 0     | 0     | 1.000    |
| 2010  | ロッテ | -     | -     | -     | -     | -     | -        | -     | -     | -     | -     | -     | -        | 11    | 9     | 0     | 0     | 0     | 1.000    |
| 2011  | ロッテ | -     | -     | -     | -     | -     | -        | 15    | 23    | 40    | 2     | 9     | .969     | 4     | 7     | 0     | 0     | 0     | 1.000    |
| 2012  | ロッテ | 36    | 15    | 19    | 2     | 2     | .944     | 1     | 0     | 0     | 0     | 0     | .000     | 9     | 2     | 0     | 0     | 0     | 1.000    |
| 2013  | ロッテ | 11    | 12    | 14    | 1     | 4     | .963     | 1     | 0     | 1     | 0     | 0     | 1.000    | -     | -     | -     | -     | -     | -        |
| 2014  | ロッテ | 7     | 9     | 6     | 0     | 1     | 1.000    | -     | -     | -     | -     | -     | -        | 1     | 0     | 0     | 0     | 0     | 1.000    |
| 通算  | 通算   | 79    | 64    | 91    | 4     | 13    | .975     | 56    | 60    | 108   | 4     | 25    | .977     | 76    | --    | --    | --    | --    | --       |

### 記録
- 初出場：2003年7月11日、対オリックス・ブルーウェーブ17回戦（Yahoo! BBスタジアム）、12回表にホセ・フェルナンデスの代走で出場
- 初盗塁：同上、12回表に二盗（投手：牧野塁、捕手：日高剛）
- 初打席：2003年8月10日、対西武ライオンズ20回戦（千葉マリンスタジアム）、9回裏に波留敏夫の代打で出場、潮崎哲也の前に見逃し三振
- 初先発出場：2006年4月8日、対東北楽天ゴールデンイーグルス2回戦（千葉マリンスタジアム）、9番・二塁手で先発出場
- 初安打：2007年6月19日、対読売ジャイアンツ3回戦（東京ドーム）、8回表に豊田清から三塁内野安打
- 初打点：2009年4月15日、対東北楽天ゴールデンイーグルス2回戦（千葉マリンスタジアム）、8回裏に佐竹健太から左越適時二塁打
- 初本塁打：2009年8月28日、対東北楽天ゴールデンイーグルス18回戦（千葉マリンスタジアム）、7回裏に藤原紘通から左越ソロ

### 背番号
- 68（2003年 - 2015年、2022年 - 2023年）
- 70（2024年）

### 登場曲
- 「DAN DAN 心魅かれてく」FIELD OF VIEW（2009年）
- 「Bad Romance」Lady Gaga（2010年）
- 「Shut It Down」Pitbull feat. Akon（2010年）
- 「Hands Up」2PM（2011年）
- 「Switch」Will Smith（2012年）